# کاوش ماه

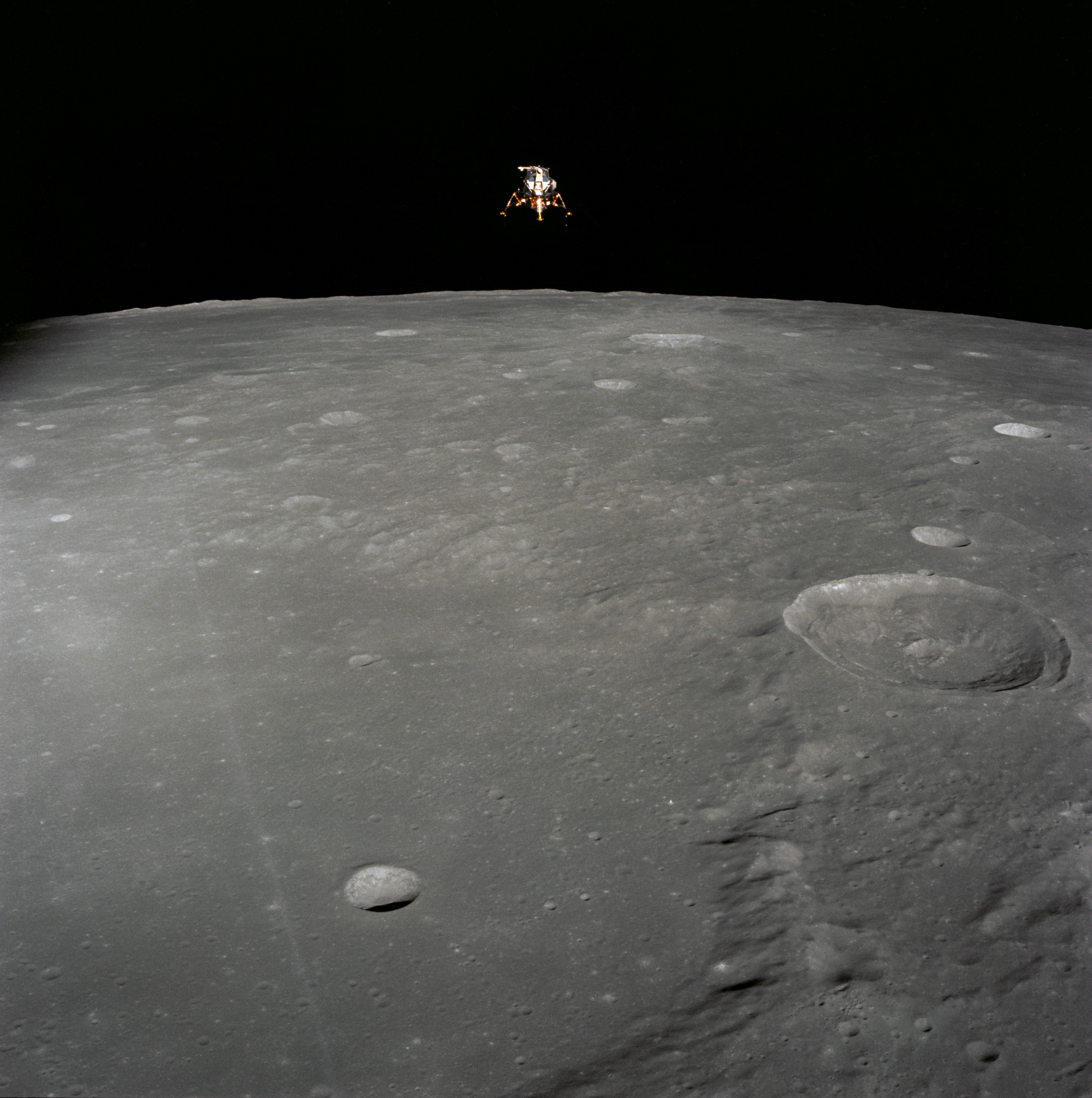
Apollo 12 Lunar Module Intrepid prepares to descend towards the surface of the Moon. NASA photo by Richard F. Gordon Jr.

کاوش ماه (به انگلیسی: Exploration of the Moon) یا اکتشاف فیزیکی ماه از زمانی آغاز شد که کاوشگر فضایی لونا ۲ که توسط اتحاد جماهیر شوروی پرتاب شد، در ۱۴ ماه سپتامبر ۱۹۵۹ اثر خود را بر سطح ماه ثبت گرد. پیش از این تنها وسیلهٔ موجود برای کاوش ماه مشاهدهٔ آن از زمین بود. اختراع تلسکوپ نوری نخستین جهش را در راه بهبود کیفیت مشاهدهٔ ماه به وجود آورد. به‌طور کلی گالیلئو گالیله به عنوان اولین فردی که از تلسکوپ برای هدف نجومی استفاده کرد، معروف است. مشاهدهٔ کوه‌ها و دهانه‌های سطح ماه از زمان مشاهده‌های او در سال ۱۶۰۹ از نخستین مشاهده‌های او با استفاده از تلسکوپ نوری بوده‌اند.
برنامه آپولو ناسا تنها برنامه فرود موفقیت‌آمیز انسان روی ماه بود که شش بار انجام شد. اولین فرود در سال ۱۹۶۹ انجام شد، زمانی که دو فضانورد آپولو ۱۱ ابزارهای سنجش علمی را در آن‌جا قرار دادند و نمونه‌های ماه را به زمین بازگرداندند.
اولین فرود بدون سرنشین در سمت پنهان ماه توسط فضاپیمای چینی چانگ ای ۴ در اوایل سال ۲۰۱۹ انجام شد که ماه نورد یوتو ۲ را با موفقیت در آنجا مستقر کرد.